# Синеголовая ифрита
Синеголо́вая ифри́та, или синеша́почная ифри́та (лат. Ifrita kowaldi), — вид птиц из отряда воробьинообразных, единственный в роде ифрит (Ifrita) и семействе Ifritidae. Выделяют два подвида. Эндемик Новой Гвинеи. Один из нескольких видов ядовитых птиц.

## Название
Родовое название происходит от арабского ифрит — «джинн» или «дух». Видовое название было дано в честь проходившего службу в Новой Гвинее британского офицера и коллекционера Чарльза Ковальда.

## Описание
Небольшая насекомоядная птица, достигающая веса около 35 граммов, имеющая длину до 16—17 сантиметров и желтовато-коричневое оперение с сине-чёрной верхней частью головы. У самца имеется белая, у самки — тускло-жёлтая полоска за глазами.
На коже и перьях содержится яд батрахотоксин, который вызывает чувство покалывания и онемения у касающегося птицы. Механизм накопления яда схож с аналогичным у других ядовитых птиц, например, двухцветной дроздовой мухоловки: яд накапливается из-за употребления в пищу ядовитых жуков рода Choresine.

## Распространение
Вид эндемичен для Новой Гвинеи. Обитает в туманных лесах на высотах 1460—3680 метров.

## Поведение
Синеголовые ифриты питаются насекомыми, иногда — мягкими фруктами. Еду птица добывает как на деревьях, так и на земле. По деревьям передвигается как обыкновенный поползень, используя хвост в качестве опоры. Вероятно, ведёт относительно малоподвижный образ жизни. Гнёзда с яйцами были замечены в сентябре, с птенцами — в октябре и ноябре. Гнездо представляет собой глубокую, объёмную чашу с толстыми стенками из зелёного мха и листового папоротника, выстланную тонкими усиками лиан или корешками, расположенную на высоте около 3,6 м над землей в молодом деревце. В кладке одно яйцо, белого цвета с очень редкими чёткими чёрными и фиолетово-чёрными пятнами и крапинками.